# Fünffenstergrotte
Die Fünffenstergrotte ist eine bei Deutschfeistritz gelegene Höhle und befindet sich in 441 m ü. A. im Kugelstein nördlich des Hauptortes von Deutschfeistritz und südlich von Badl, Steiermark in Österreich.

## Lage
Die Fünffenstergrotte befindet sich am südöstlichen Hang des Kugelsteins, südwestlich des Römerloches und nordwestlich des Schlüsselloches in einem Waldhang. Der Hauptzugang zur Höhle ist von der östlich, auf der anderen Seite der Mur verlaufenden Grazer Straße (B 67) aus erkennbar. Zum Haupteingang führen in den Fels gemeißelte Stufen.

## Beschreibung
Die rund 76 Meter lange Fünffenstergrotte hat insgesamt sieben Eingänge bzw. Tagöffnungen, wobei die meisten eher klein und unscheinbar wirken. Das etwa 3 Meter hohe und 1,2 Meter breite Portal des Haupteinganges liegt westlich und etwas höher als das südliche Höhlenportal. Im Eingangsbereich findet man mehrere 8 bis 10 Zentimeter tiefe, handgebohrte Löcher. Vom Haupteingang führt ein rund 6 Meter langer Gang zu einem 6 Meter langen und 4 Meter breiten Raum, welcher aufgrund mehrerer Öffnungen durch ein diffuses Licht beleuchtet wird. Von diesem Raum zweigen vier weitere Gänge ab. Durch den südwestlichen, stark gewundenen Gang gelangt man nach etwa 5 Metern ins Freie. Der östliche, etwa 6 Meter lange Gang führt zu einer sehr engen Tagöffnung, welche rund 10 Meter östlich des Haupteinganges liegt. Die zwei von der nordwestlichen Höhlenwand abgehenden Gänge führen in ein stark verzweigtes, nach Nordwesten ansteigendes Gangsystem. In diesem Gangsystem findet man mehrere Kolken und gelangt zu drei, am südwestlichen Hang des Kugelsteines gelegenen Tagöffnungen.
Der felsige Höhlenboden wird von einer Schicht aus schlammigem, feinschichtigem Lehm bedeckt. Über der Lehmschicht befindet sich eine Schicht aus gelbbraunem Sand und darüber eine dünne Humusschicht. In der Humusschicht und im oberen Bereich der Sandschicht wurden zahlreiche römerzeitliche Funde entdeckt, darunter zahlreiche Nägel und ein Beschlag aus Eisen, einige römische Öllampen sowie Terra-Sigillata-Stücke. In den Sandablagerungen fand man zahlreiche eiszeitliche Überreste von Füchsen, Gämsen, Hamstern, Höhlenbären und -löwen, Luchsen, Steinböcken Rothirschen, Wildschweinen und Wölfen.